# HK21通用機槍
HK21是一款由西德軍火生產商黑克勒&科赫在1961年以HK G3戰鬥步槍為基礎研制和生產的通用機槍，發射7.62×51毫米北約口徑步枪子彈。
這款武器目前仍在亞洲、非洲和拉丁美洲多個國家的軍隊之中使用著，也在西德（現德國）境外被特許生產，在葡萄牙由純銀手臂工廠（葡萄牙語：Fábrica do Braço de Prata）生產並且命名為M/968，在墨西哥則由國營兵工廠國防秘書處（西班牙語：Secretaría de la Defensa Nacional，簡稱：SEDENA）生產並且命名為MG21。在德國軍隊（德國聯邦國防軍）和聯邦警察（德國聯邦警察）被命名為G8。

## 設計細節
HK21的設計概念是「步槍轉為支援武器」。由於其設計以HK G3戰鬥步槍為基礎，因此亦是一款擊發調變滾輪延遲反衝式閉鎖槍機操作的槍械，半剛性的閉鎖機構旨在延遲槍機後座的向後運動。這種延遲是通過使用槍管節套內部的角度人工地增加槍機的慣性，插入在傳動系統，對稱地安裝膛室軸線。槍機上具有兩個圓柱滾子作為傳輸元件，以限制驅動重型槍機機框的可動閉鎖楔鐵。其槍機頭是由兩片式槍機結構所組成，其中包含兩個用於閉鎖的滾輪和斜楔式閉鎖片，連接到一個沉重的槍機機框。這種閉鎖機構嚴格而言屬於半閉鎖機構，而非完全閉鎖。
發射時，由點燃子彈火藥而來的高壓火藥燃氣所產生的壓力會施加壓力到槍機彈底窩平面，然後轉移到滾輪。滾輪會在延伸自槍管的閉鎖位置被擠入機頭之中，並且取代了閉鎖楔鐵，並作為延遲反衝到適當水平的後壁。槍機頭後座開始時，滾輪就被推向後，而按照幾何規則製成的斜楔式閉鎖槽的斜角會強制滾輪向裡抵在閉鎖楔鐵的前傾斜面上，以保持兩個凸輪向後的帶動偏移量。滾輪向裡擠，必然迫使閉鎖楔鐵和機體後座，而滾輪向後速度是大於槍機。因此，槍機機框和閉鎖楔鐵相對於槍機頭的傳動速度比保持在4：1（只要滾輪移動的槍管節套和閉鎖楔鐵上的傾斜面）。在滾柱向後和向裡運動的過程中，槍機機框的後座行程比槍機頭快4倍，這樣能確保子彈已離開槍管，並使滾輪完全縮回以前，槍膛內的氣體壓力下降到安全水平。然後清除槍管延伸槽內部的污垢和使槍機開鎖，然後將槍機機框和可移動的總成一併抽出。由於退殼需要在相對高的壓力下進行，槍管的膛室內壁接受了一系列槽化，槽化設計能夠使高壓火藥燃氣迴流，使彈殼內外兩側的壓力大致相等，防止膨脹的彈殼緊接著膛室內壁上，使彈殼產生橫斷。
槍機設有一個以彈簧為動力的抓子爪和抗跳動裝置，以防止槍機頭向前返回閉鎖組件時擦過槍管節套。槓桿式拋殼系統則是包含在扳機組件外殼，並在每次射擊時由反沖槍機驅動。這武器是以擊錘驅動擊針來協助射擊，並且在槍機閉鎖位置發射。整合了手槍握把和以鉸鏈與機匣連接的扳機組件，配備了一個發射控制選擇開關（旋轉式快慢機桿在“E”或“1”的位置為半自動射擊，而“F”或“20”則為連續射擊模式），兼作手動保險（快慢機桿旋轉至“S”或“0”的位置時，扳機組件和相關的系統會被自動鎖上以防止使用，武器會被視為“保險”），選擇組件只有右手可以使用。而HK21E的發射選擇的表示標誌則是子彈形圖像，它也可以充當為一個安全說明書，以防止無意之間發射，而選擇組件是雙手皆可使用，而其槓桿並是有如鏡面反射般在扳機組件的兩邊。
該機槍從左手側通過各種可散式彈鏈類型：美国M13彈鏈，對應於M13的德国DM6彈鏈，或必要時使用德國DM1不可散式彈鏈。HK21採用單程輸彈、單程進彈型供彈機構，棘輪狀阻彈齒供彈部件被設計為一個易於拆卸的模塊，該模塊被插入到供彈模塊的底部部分（安裝在標準的彈匣插槽的位置），槍管軸線的下面。這種配置的結果（槍機在彈鏈之上）就是，相比其他大多數彈鏈供彈式武器，彈鏈與槍機是上下倒置過來的（也就是說，彈鏈在槍機之上）。供彈機構是由槍機的往復運動來致動；槍機底部的一個彎型凸輪槽與供彈機構裡的致動器嚙合，當擊發以後槍機後座時由導柱帶動兩個鏈輪轉動，使新一發子彈定位在槍機的運動和供彈路徑上，以及將容納前發彈藥的空彈鏈拋出槍外。槍機復進時，導柱被推向左側。此時鏈輪只能向右轉，除非使用受彈器卡筍使其解脫。
HK21可以輕易地由彈鏈供彈修改為彈匣供彈，只要把其供彈機拆卸下來，然後在其供彈模塊上裝上彈匣適配器（彈匣插座），即可使用HK公司G3或是HK11輕機槍所使用的20發可拆卸式彈匣或是50發圓形可拆卸式彈鼓作為供彈具。HK21使用一個經過修改以後的G3的機匣，機匣一直延長，直到準星基座，並且配備了一具可拆卸式輕型兩腳架（用作轻機槍時，輕型兩腳架有兩個安裝位置：一是裝在供彈機構的前方、槍管罩筒的後端；另一種是裝在槍管套的前端）、三腳架（用作重機槍時）和載具槍架點（用作車載機槍時）。HK21的自動方式、閉鎖方式都與HK G3相同，而且與HK G3之間具有48％的零件互換性。
HK21具有不需要戴上石棉手套即可快速更換式連開槽式消焰器重型槍管。槍管罩筒右側具有一條設計類似於MG42的大型長形開槽，用於拆卸和裝上槍管。在槍管右側尾部具有一個用以握持槍管的工程塑料把手，在把手的後部裝有一個槍管鎖定按鈕，按下這個按鈕便可把槍管向前拉動，退出機匣，然後就可向後從槍管套抽出。其機械瞄具為可作高低校正的冠頂狀弧形前準星和可旋轉式調節的覘孔式後照門，表尺分劃為200—1,200公尺（218.72—1,312.34码，656.17—3937,01英尺），每轉動一齒增加／減少100公尺（109.36码，328.08英尺），並且具有風偏修正及歸零校正功能。通過簡單地更換其中幾個組件，例如槍管、槍機和供彈部件，可以快速轉換武器的口徑為中间威力型7.62×39毫米苏联口徑或是小口径型5.56×45毫米北約口徑兩種步枪子彈。

## 衍生型

### G8和G8A1
德國陸軍、德国海军和聯邦警察曾使用HK11衍生型，並且命名為G8（德語：Gewehr-8）。具有位於機匣組件頂蓋的凹槽狀瞄準鏡接口，輕型兩腳架，使用可快速更換式槍管，並且可以在一根重型比賽等級重槍管或全自動射擊型重槍管之間進行轉換。它被設計為在精確射手步槍用途時使用G3的10—20發可拆卸式彈匣，但也可以在持續的支援或壓制火力用途時使用特殊的50發可拆卸式彈鼓供彈。修改後的G8A1則是採用了改進型的HK11A1系列，只能使用可拆卸式彈匣和彈鼓供彈。

### GR系列
GR系列是黑克勒&科赫公司為特種作戰部隊用途而研製的簡化型（即有沒有序列號或識別標記）武器。他們不同於基本武器，因為它們裝有光学瞄准镜，而且不一定裝有機械瞄具，並且具有叢林型（-C後綴）或沙漠型（-S後綴）偽裝用途迷彩外表面。
- GR-6自動步槍（HK13）
- GR-9通用機槍（HK21）
- GR-10輕機槍（HK23）

### HK21A1
在1970年代早期，黑克勒&科赫公司對HK21的設計進行了簡化和供彈機構進行了修改。改進的最大特點是折疊的供彈機，這種新的供彈機構裝取彈鏈均很容易，而且排除故障也比較方便。機槍的重量由7.92公斤（17.46磅）增至8.3公斤（18.3磅），同時新增一個提把和一個內部裝置了改進型緩衝機構的彎型槍托。從那時起，HK21提供兩個主要的衍生型：HK21A1通用機槍（可使用不同的彈鏈供彈的機構）和HK11A1自動步槍（只優化了彈匣供彈）。在出口銷售方面，HK11A1證明比較成功，並且被希臘軍隊和一些非洲和亞洲的軍隊所採用。這兩種武器，如在原始HK21，可以通過簡單地更換幾個相應的組件轉換武器的口徑為小口径型5.56×45毫米北約口徑步枪子彈。

### HK21E
在1980年代，無論是HK21A1和HK11A1都由黑克勒&科赫公司作現代化改進，產生了一種共用相同的機匣、扳機組件和可快速更換式槍管和供彈機構的新型模塊化系列機槍，包括：
- HK11E自動步槍（彈匣供彈，7.62×51毫米北約口徑）
- HK13E自動步槍（彈匣供彈，5.56×45毫米北約口徑）
- HK21E通用機槍（彈鏈供彈，7.62×51毫米北約口徑），這也在墨西哥為墨西哥軍隊被特許生產
- HK23E輕機槍（彈鏈供彈，5.56×45毫米北約口徑）

“E”意為“出口”的型號。
相較於舊型號的HK21A1和HK11A1，現代化的“出口型”武器配有向前方延長了94毫米（3.7英寸）的槍管罩筒，因此這也就造成了瞄準基線同樣地延長了；槍管耳軸被修改（HK21E也收到一個更長的槍管）；一個點射模式被納入扳機組件，並且成為第四種選擇器的設置（三發點放）；在槍管右側尾部具有一個用以握持槍管的聚合物把手；照門被修改為可旋轉式調節的旋轉屈光式鼓狀照門；3段式高度調整機構型兩腳架取代了過去結構簡單的折疊式兩腳架；使用得到修改的供彈機構以提供持續供彈（在槍機前後往復運動期間，分兩個階段進行彈鏈的移動），裝上了可以協助無聲裝填的復進助推器，以及機槍進行了調整，使用北約標準的光學瞄準鏡架接口。
當用作步兵突擊武器的時候，HK21E可將100發彈鏈存儲在它的薄片製金屬容器內，並且在供彈機構的底部緊固下掛（如在HK21A1）。另外還有一個可選的供彈模塊轉換工具套件，當中包括槍機、複進簧、彈鏈供彈模塊或彈匣插槽，能夠使其使用HK G3或是STANAG（HK23E）的彈匣或彈鼓。吸震三腳架的重量為10.5公斤（23.15磅）。

### HK25
HK25是HK21的大口徑重機槍衍生型，發射12.7×99毫米／.50 BMG北約口徑制式步枪子彈，但從未投入生產。

## 使用國
- ：HK11A1和HK21A1衍生型。[4]
- 玻利维亚[5]
- 巴西
  - 特別警察行動營[6]
- ：HK21A1衍生型。[4]
- 喀麦隆：HK21衍生型。[4]
- 哥伦比亚
- 丹麦
  - 丹麥皇家陸軍獵人兵團（英语：Hunter Corps）
- [7]
- 薩爾瓦多[4]
- 德国[8]
  - 德國陸軍特種部隊司令部
  - 德國聯邦警察GSG 9
- 希腊：HK11A1衍生型。[4]特許生產。[9]
- 伊朗
- 约旦：HK21E衍生型。[4]
- ：HK21A1衍生型。[4]
- 黎巴嫩
- 马来西亚：HK11A1和HK21E衍生型。[4]
  - 馬來西亞武裝部隊
- 墨西哥：HK21A1衍生型。[10]
- 摩洛哥：HK11A1衍生型。[來源請求]
- 尼日尔：HK11和HK21衍生型。[4]
- 奈及利亞：HK21衍生型。[4]
- 秘魯[7]
- 葡萄牙：HK21衍生型。[4]特許生產。[9]
- 波蘭[來源請求]
- ：HK21衍生型。[4]
- 塞内加尔：HK21衍生型。[4]
- 斯里蘭卡：HK11和HK21衍生型。[4]
- 苏丹：HK21衍生型。[4]
- 瑞典[5]
- 泰國[7]
- 乌干达[5]
- 美国
  - 美國陸軍第1特種部隊D作戰分遣隊（曾於1980年在鹰爪行动及2001年在持久自由行動期間使用）[7]

## 流行文化
HK21同時出現在不少电影、电脑游戏和动画裡，例如

### 電影
- 1992年—《警察故事3超級警察》：由毒品供應人將軍的手下所使用。
- 1999年—：架設在快艇的甲板上，裝上瞄準鏡、HK PSG1的手槍握把和槍托、前護木／槍管套和制退器並且由朱麗葉·達·芬奇／雪茄女（Giulietta da Vinci／Cigar Girl，玛莉亚·嘉西亚·古欣娜塔（英语：Maria Grazia Cucinotta）飾演）在快艇以上用以作出企圖擺脫占士邦的掙扎，最終被扔棄。
- 2006年—

### 電子遊戲
- 2005年—：擴充包「歐盟聯軍」（Euro Force）武器之一。型號為HK21E，命名為「HK21」，由歐盟的補給兵所使用，載彈量200發。
- 2006年—：型號為HK21E，由墨西哥軍隊機槍手攜帶使用以及安裝在潘哈德裝甲運兵車上；在Xbox 360版本之中命名為「MG21」，亦可讓玩家使用。
- 2007年—：型號為HK21E，由墨西哥軍隊、政府擁護者和反政府武裝組織所使用，亦可讓玩家使用，載彈量100發；PC版本可選擇半自動、三發點放和全自動射擊，而在Xbox 360和PlayStation 3版本則只能全自動射擊。
- 2010年—：於戰役模式、聯機模式及殭屍模式中皆有出現，型號為HK21E，命名為「HK21」，會以30發彈匣（戰役模式）、80發彈鼓（戰役模式）、60發彈鼓（聯機模式）和125發彈匣（殭屍模式）供彈，最高攜彈量為360發（戰役模式）、960發（戰役模式、彈鼓供彈）、240發（聯機模式）和500發（殭屍模式）。戰役模式時為克拉克博士在其位於香港九龍的私人軍火庫內收藏的武器之一，奇怪地會在1960年代出現；聯機模式時於等級2解鎖，並可以使用延長彈匣（彈鼓）、ACOG光學瞄準鏡、紅點鏡、反射式瞄準鏡、紅外線瞄準鏡；殭屍模式時有一款衍生型稱作「H115振盪器」（H115 Oscillator），以150發彈匣供彈，最高攜彈量為750發。
- 2012年—：命名為「LMG .30」，有金色版本，奇怪地有些使用RPD輕機槍的100發彈鼓。
- 2013年—：型號為HK21E，命名為「Brenner 21」，以150發彈箱供彈。
- 2015年—：型號為G8A1（HK11A1），裝上HK G3的照門、額外導軌和X產品系列的X-91 50發彈鼓，由德國聯邦警察第九國境守備隊幹員所使用，命名為「G8A1」。於2019年第三季的更新中，新加入進攻方幹員Amaru亦可使用，可使用配件與上述一樣。
- 2016年—《少女前線》：以擬人化少女戰術人形登場，為五星級機槍。
- 2022年—《決勝時刻：現代戰爭II 2022》：型號為HK21，命名為“RAPP H”。

### 動畫
- 1998年—《烏龍派出所》：由西鄉波爾波（ぼるぼ さいごう，聲優：岸祐二）所使用。

### 輕小說
- 2014年—《刀劍神域外傳Gun Gale Online》：由“MMTM”小隊的“傑克”所使用。